# Pierre Gilliard

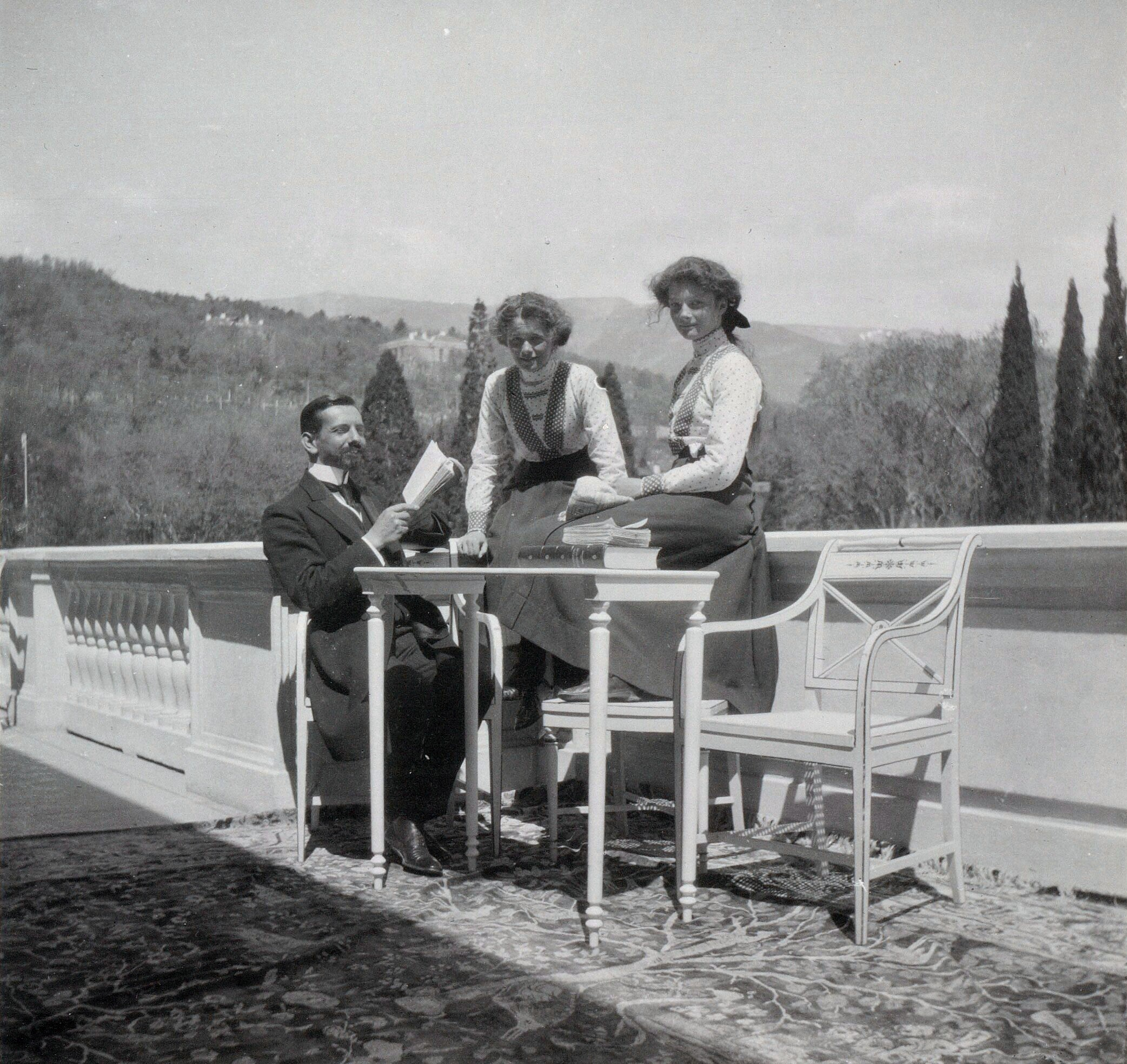
Pierre Gilliard mit den Grossfürstinnen Olga und Tatjana Nikolajewna in Liwadija, 1911

Pierre Gilliard (* 16. Mai 1879 in Fiez, Kanton Waadt; † 30. Mai 1962 in Lausanne); war als Russlandschweizer von 1904 bis 1917 als Erzieher und Hauslehrer für Französisch am Hof des letzten russischen Zaren, Nikolaus II., tätig.

## Leben
Zu Beginn des 20. Jahrhunderts verbrachte Pierre Gilliard dreizehn Jahre am Hof des letzten russischen Zaren als Erzieher und Hauslehrer der fünf Kinder der Kaiserfamilie. Eine besonders enge Beziehung verband ihn mit dem kränkelnden Zarewitsch Alexej.

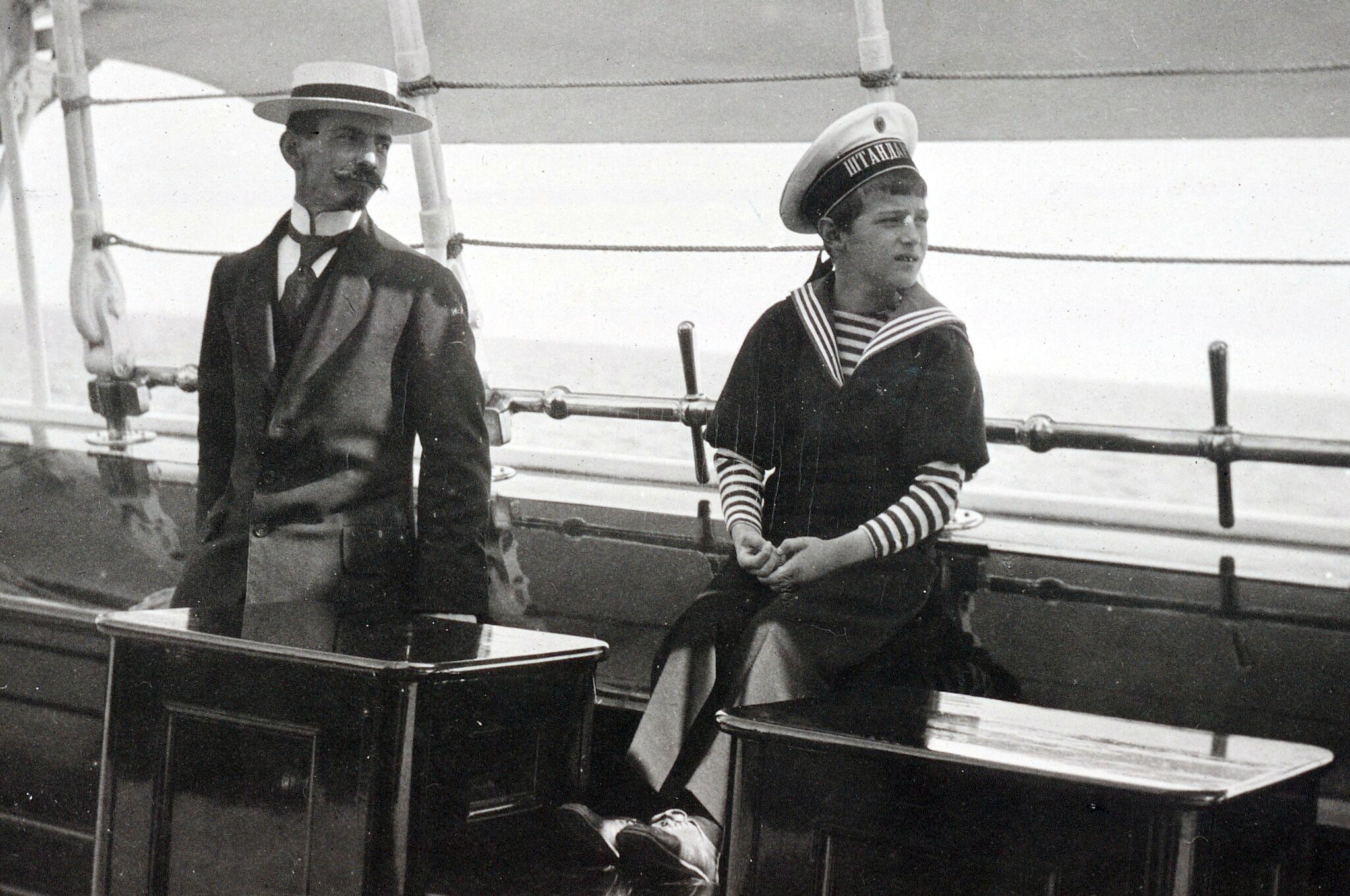
Pierre Gilliard und Zarewitsch Alexei an Bord der Standart

Nach der Oktoberrevolution teilte Pierre Gilliard die Gefangenschaft der Familie Romanow in Zarskoje Selo, Tobolsk und schliesslich Jekaterinburg, wo die Familie im Juli 1918 von den Bolschewiki ermordet wurde. Aus ihm unbekannten Gründen wurde Pierre Gilliard von den Bolschewiki daran gehindert, sich dem Umzug der Familie in die Villa Ipatjew anzuschliessen. Er entging so der Erschiessung und erreichte nach einer sechsmonatigen abenteuerlichen Flucht vor den Bolschewiki im April 1920 Wladiwostok am Pazifik, von wo aus er über Japan, San Francisco, den Panamakanal, Triest schliesslich im August 1920 die Schweiz und seinen Heimatort Fiez erreichte, das er 16 Jahre zuvor verlassen hatte.
1922 erschien auf Deutsch sein Bericht: „Das tragische Schicksal der Zarenfamilie“, das ein Bestseller wurde. In einem 1929 erschienenen Buch legte er ausführlich dar, dass es sich bei der Anfang der 1920er Jahre in Berlin für Furore sorgenden jungen Frau, die sich als Zarentochter Anastasia ausgab, um eine Hochstaplerin handelte.
In seinem Heimatland nahm er 1926 die Lehrtätigkeit an der Universität Lausanne auf, wo er 1937 auch Professor und später Rektor wurde.
Seine privilegierte Stellung am Hof erlaubte es ihm, sehr private Momente mit der Kaiserfamilie zu teilen. Der Hobbyfotograf hinterliess hunderte von Fotografien aus seiner Zeit am russischen Hof.
Sämtliche Fotografien, Manuskripte, Aufzeichnungen und Tagebücher Pierre Gilliards befinden sich in der Kantons- und Universitätsbibliothek Lausanne und im dortigen Musée de l’Elysée. 2009 gab es eine Ausstellung der Fotografien von Pierre Gilliard über die Zarenfamilie im Staatlichen Historischen Museum Moskau.
Der Filmemacher Patrick Cabouat drehte 2017 einen Dokumentarfilm über das Leben von Pierre Gilliard am Zarenhof: "Der Untergang der Romanows".

## Schriften
- Le Tragique déstin de Nicolas II et de sa famille. Paris 1921.
- Thirteen Years of the Russian Court. A Personal Record of the Last Years and Death of Czar Nicholas II. and His Family. George H. Doran Co., New York 1921 online.
- Das tragische Schicksal der Zarenfamilie, Berlin, 1922, lesbare Version der Dt. Nationalbibliothek.
- Constantin Savitch: La fausse Anastasie. Histoire d'une prétendue Grande-Duchesse de Russie. Payot, Paris 1929.